# Super Nada
Super Nada é um Filme brasileiro de 2012 dirigido e roteirizado por Rubens Rewald e co-dirigido por Rossana Foglia que conta a história de um ator vivendo na cidade de São Paulo. O filme estréia no dia 15 de março de 2013.

## Sinopse
Na cidade de São Paulo vive Guto, um ator que sonha em ser grande. Ele se prepara, se exercita, vai a todos os testes e acredita que a sua grande chance pode vir a qualquer momento. Seu ídolo e exemplo é Zeca, velho comediante, um tanto decadente, mas que ainda inspira uma geração. Seus caminhos se cruzam e a sorte de Guto parece mudar. Será?

## Elenco
Marat Descartes- Guto
 Jair Rodrigues - Zeca 
Clarissa Kiste - Lívia 
Denise Weinberg - Ester

Cristiano Karnas – Dani

Iacov Hillel - Umberto

Rogério Brito - Edu

Débora Serretiello - Vera

Lucia Romano - Dora

Gisele Calazans - Biti

Larissa Salgado - Gi

Ligia Macedo Campos - Julia
Super Nada conta com o músico Jair Rodrigues em seu elenco. Pela participação no filme, Jair Rodrigues recebeu o Prêmio Especial no Festival do Rio da mostra Novos Rumos. O ator Marat Descartes também foi elogiado pelo trabalho no papel de Guto, o protagonista, tendo recebido o prêmio de melhor ator no Festival de Gramado.

## Festivais
O filme foi selecionado para diversos festivais ao redor do mundo:
- Amiens International Film Festival;
- Mar del Plata Film Festival;
- Pune International Film Festival - Índia;
- Festival de Gramado;
- Festival do Rio;
- Mostra Internacional de São Paulo;
- Mostra de Cinema de Tiradentes.

### Prêmios
- Melhor Ator - Marat Descartes (Festival de Gramado);
- Melhor Filme  (Festival do Rio 2012 Novos Rumos)
- Prêmio Especial do Júri - Jair Rodrigues  (Festival do Rio 2012 Novos Rumos)